# بوتسنی
بوتسنی (به لاتین: Butuceni) یک منطقهٔ مسکونی در مولداوی است که در واحدهای اداری-سرزمینی کرانه چپ دنیستر واقع شده‌است. بوتسنی ۷۰ متر بالاتر از سطح دریا واقع شده‌است.